# Paolo Bossoni
Daniele Bennati (San Secondo Parmense, Emília-Romanya, 2 de juliol de 1976) és un ciclista italià, professional des de 1999 fins al 2008 en què va ser suspès després que va donar positiu en un control antidopatge.
De la seva carrera destaca una victòria d'etapa a la Volta a Espanya del 2000.

## Palmarès
- 1997
  - 1r a la Milà-Busseto
- 1998
  - 1r al Gran Premi Palio del Recioto
  - 1r a la Coppa della Pace
  - 1r al Trofeu Rigoberto Lamonica
  - 1r a la Piccola Sanremo
  - Vencedor d'una etapa del Giro de les Regions
- 2000
  - Vencedor d'una etapa de la Volta a Espanya
- 2001
  - Vencedor d'una etapa de la Brixia Tour
  - 1r al Giro del Lago Maggiore
- 2002
  - 1r al Gran Premi de la indústria i el comerç artesanal de Carnago
- 2003
  - 1r a la Coppa Sabatini
- 2006
  - 1r al Trofeu Ciutat de Castelfidardo

### Resultats al Tour de França
- 2002. Abandona
- 2003. 134è de la classificació general.
- 2007. 95è de la classificació general.

### Resultats a la Volta a Espanya
- 2000. 88è de la classificació general. Vencedor d'una etapa.
- 2002. 96è de la classificació general.

### Resultats al Giro d'Itàlia
- 2001. 104è de la classificació general.
- 2008. Abandona